# Koptos
Koptos is een historische stad in het oude Egypte. De stad was gelegen in Opper-Egypte, waar nu de plaats Qift is. Koptos is een Griekse benaming voor het Egyptische Gebetioe of Gebetiw.

## Historie
Vanaf de vroeg-dynastieke periode was Koptos al een belangrijke stad, waar de tempel van Min het middelpunt van was. Aan het einde van het Oude Rijk werd het de hoofdstad van de vijfde nome van Opper-Egypte. Koptos was in de oudheid bekend als een punt voor de mijnbouw in de oostelijke woestijn en het begin van de handelsroute door de Wadi Hammamat, van de Nijl naar de Rode Zee.
In de Grieks-Romeinse tijd was het nog steeds erg belangrijk voor Egypte. De handel naar de Rode Zee was een van de knooppunten van de handelsroute van Alexandrië naar India. De stad en de tombes zijn slecht bewaard gebleven en zelfs vernietigd. De grote tempel was origineel gewijd aan de god Min, maar in latere tijden nam Min Isis als zijn vrouw in Koptos. De tempel werd vergroot onder Ptolemaeus II Philadelphus.